# سباستین دی‌انجلو
سباستین دی‌انجلو (انگلیسی: Sebastián D'Angelo؛ زادهٔ ۱۴ ژانویهٔ ۱۹۸۹) بازیکن فوتبال اهل آرژانتین است.
از باشگاه‌هایی که در آن بازی کرده‌است می‌توان به باشگاه فوتبال نیولز اولد بویز، باشگاه فوتبال اتلتیکو تیگره، و باشگاه فوتبال بوکا جونیورز اشاره کرد.